# سد هاتیلو
سد هاتیلو (به لاتین: Hatillo Dam) یک سد خاکی و سد در جمهوری دومینیکن است که در Cotuí, Sánchez Ramírez Province واقع شده‌است.